# Unkana arisana
Unkana arisana är en insektsart som beskrevs av Matsumura 1935. Unkana arisana ingår i släktet Unkana och familjen sporrstritar. Inga underarter finns listade i Catalogue of Life.